# Geografía de Sacavém

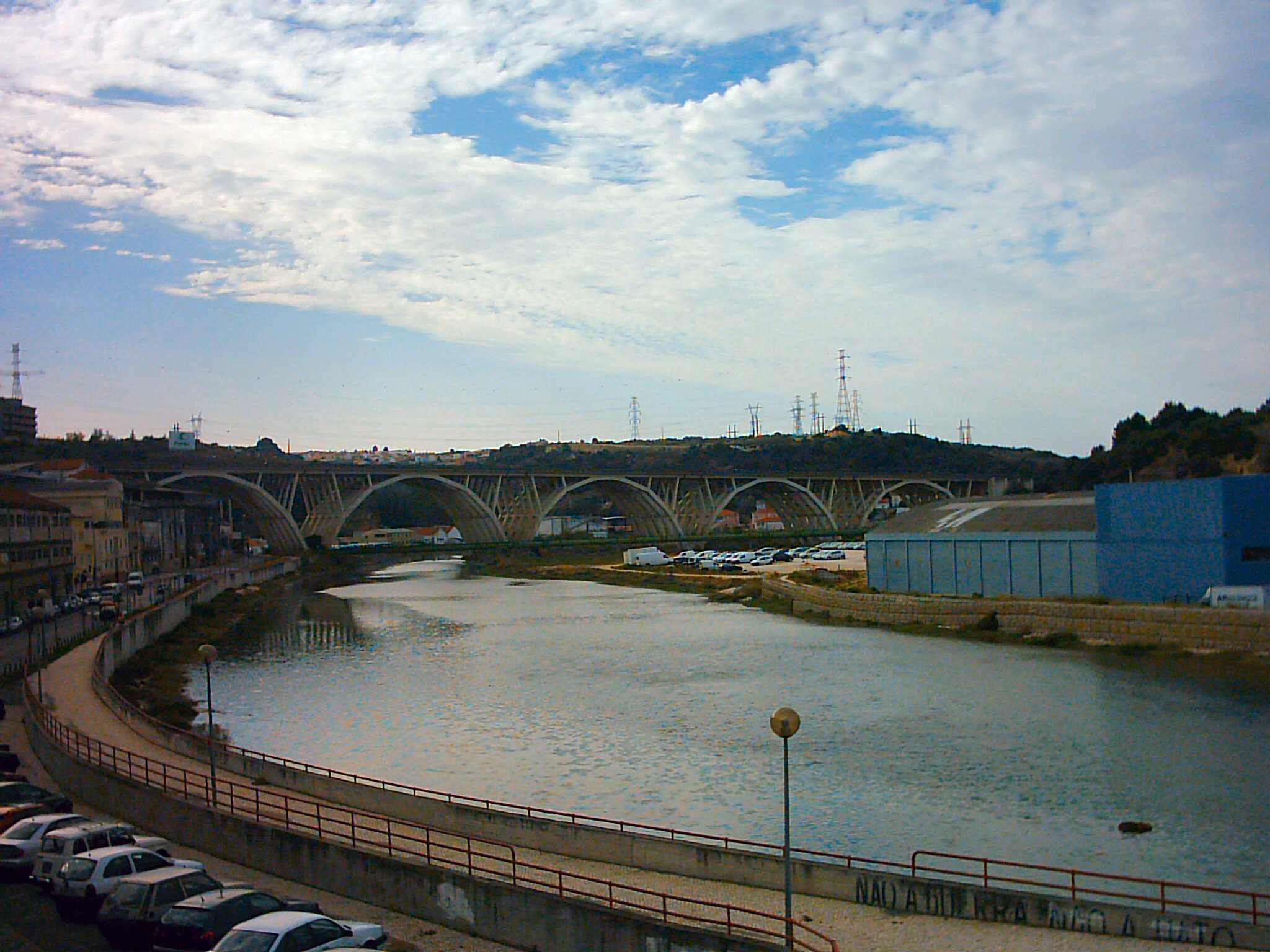
Sacavém es atravesada por el Río Trancão.

Sacavém es una freguesia portuguesa con 3,81 km² de superficie y 17 659 habitantes (según el censo de 2001), lo que le confiere una densidad poblacional de 4 255,2 h/km².
Localizada a escasos kilómetros al noreste de Lisboa, la capital nacional, está integrada en la mitad oriental del municipio de Loures (donde se erige como el centro urbano más importante, con el estatuto de ciudad desde 1997), junto con las siguientes freguesias: 
- Bobadela (al Norte);
- Unhos (al Noroeste);
- Camarate (al Oeste);
- Prior Velho (al Suroeste);
- Portela (al Sur);
- Moscavide (al Sureste).

- Datos: Q932983